# Eunidia trivitticollis
Eunidia trivitticollis är en skalbaggsart som beskrevs av Teocchi och Henri L. Sudre 2002. Eunidia trivitticollis ingår i släktet Eunidia och familjen långhorningar. Inga underarter finns listade i Catalogue of Life.